# 蒂托峰
蒂托峰（英語：Tito Peak），是南極洲的山峰，位於維多利亞地的斯科特海岸，處於克里克山以東2英里，屬於因德弗山塊的一部分，海拔高度超過600米，現時由南極條約體系管理。